# Sadun Boro
Pour les articles homonymes, voir Boro.
Sadun Boro, né en 1928 à Istanbul et mort le 5 juin 2015 à Marmaris, est un skipper turc,, le premier de son pays à avoir effectué un tour du monde à la voile.